# 魔物獵人 (電影)
《魔物獵人》（英語：Monster Hunter）是一部於2020年上映的美國奇幻動作驚悚片，由保羅·W·S·安德森執導和撰寫劇本。電影改編自由卡普空出品的同名電子遊戲。主演包括蜜拉·喬娃維琪、東尼嘉、T.I.、朗·帕爾曼、梅根·古德和迪亞哥·伯尼塔。
《魔物獵人》由索尼影視娛樂定檔2020年12月30日在美國上映。

## 劇情
一支聯合國部隊進入了通往另一個世界的穿越口，並在那協同其住民與巨型怪物戰鬥。該世界的人類必須與聯合國部隊們共同努力守護其穿越口，以防止魔物透過入口來侵襲地球。

## 演員
- 蜜拉·喬娃維琪 飾 娜塔莉·阿蒂米斯上尉（Captain Natalie Artemis）：聯合國軍隊的成員。
- 東尼嘉 飾 獵人（The Hunter）：狩獵技術熟練的戰士之一。
- T.I. 飾 林克（Link）
- 梅根·古德（英语：Meagan Good） 飾 黛希（Dash）
- 朗·帕爾曼 飾 大團長（The Admiral）
- 迪亞哥·伯尼塔 飾 馬歇爾（Marshall）
- 喬許·赫爾曼 飾 史蒂爾（Steeler）
- 歐陽靖 飾 艾克斯（Axe）
- 山崎紘菜 飾 接待員（The Handler）

## 製作
2012年11月，據報導《惡靈古堡》導演保羅·W·S·安德森可能會執導一部改編自魔物獵人系列的電影。2016年9月的東京電玩展期間，卡普空製作人辻本良三表示好萊塢正在製作一部真人版《魔物獵人》電影。2016年11月，據Deadline報導，安德森和製片人傑瑞米·伯伊特經過大約5年的討論後，成功獲得了《魔物獵人》的版權，兩人預料將製作一系列的《魔物獵人》電影。安德森說他覺得《魔物獵人》很有吸引力，不僅是因為該系列的受歡迎程度，而且他們創造了“美得驚人、讓人身臨其境的世界”。安德森已經寫好一個劇本，這將涉及一個美國人被拖入魔物所在的平行宇宙中，學習如何對抗魔物，導致魔物反攻現實世界中。此外，安德森還公開了一張雄火龍正在攻擊洛杉磯國際機場的概念藝術。康斯坦丁影業確認他們將製作該片，目標是在2017年底或2018年初製作。
在2018年坎城影展上，康斯坦丁確認該片將於2018年9月開始製作，並在開普敦和南非附近進行拍攝，預算估計為6000萬美元。蜜拉·喬娃維琪加盟電影，曾參與《惡靈古堡》的Mr. X特效工作室亦將參與製作。康斯坦丁與幾家國際經銷商合作發行版權，而康斯坦丁亦將為電影的提供資金製作。2018年9月，T.I.、朗·帕爾曼和東尼嘉加盟電影。

### 拍攝
主體拍攝在2018年10月5日於南非開普敦進行。2018年12月20日，喬娃維琪在Instagram宣佈拍攝結束。

## 發行
《魔物獵人》由索尼影視娛樂原定於2020年9月4日在美國上映。2020年7月，受冠狀病毒病疫情影響，本片延期至2021年4月23日在美國上映。2020年10月，本片提前至2020年12月30日在美國上映。

### 評價
爛番茄根據95條評論，本片獲得45%新鮮度，平均分為4.90/10，觀眾投票獲得70%的分數，平均得分為3.8／5。在Metacritic上，本片得到47分。

### 票房
| 上一届： 《鬼滅之刃劇場版 無限列車篇》 | 2020年台北週末票房冠軍 第49-50週 | 下一届： 《神力女超人1984》 |
| 上一届： 《古魯家族：新石代》          | 2020年美國週末票房冠軍 第51週    | 下一届： 《神力女超人1984》 |

## 争议
该片曾于2020年12月4日在中国大陆上映，因为片中台词在当地网络引起争议。事出于电影开场，欧阳靖饰演的士兵带着调侃语气问另一士兵「What kinda knees are these?」（这是哪样的膝盖？），随后自答「Chi-knees!」（中国的膝盖！），谐音“Chinese”（中国人、中国的）。但此台词在中国大陆分别被译为“知道我膝盖下面有什么吗？”和“有黄金”，以对应谚语“男儿膝下有黄金”（意为男子汉大丈夫不可轻易屈膝下跪）。上映当天，有网友发现并指出其涉嫌影射种族歧视童谣「Chinese, Japanese, dirty knees」（直译为「中国人、日本人，脏膝盖」，引申“不洁的东方人”、“常常下跪的东方人”的刻板印象 ），亦对字幕翻译“偷换概念”一事表示不满。卡普空的官方微博“CapcomAsia”则在同日发文澄清游戏系列和电影的制作公司不同，并表示已向有关公司反映情况。该片于12月5日凌晨1时左右通知中国大陆各大院线全面下映，并对已付款但未观看人士退款。相关话题在大陆的微博、知乎和Bilibili平台被处理或屏蔽。此外，包括环球网、人民网在内的相关报道文章也无故被删。共青团中央曾发布微博点名批评并讽刺电影辱华一事，中共党刊《紫光阁》的官博亦转发过该微博，但皆已删除。这也引发媒体对腾讯作为出资方可能有意使有关负面消息消失的猜测。12月6日，制片方之一康斯坦丁影业发表声明，就此事向中国观众道歉，表示制片方无意进行种族歧视，并已删除相关台词。
演员欧阳靖称，其饰演角色所说的台词是“为了自豪地表明自己是一位华裔士兵，不止膝盖是属于他的，还有他的手臂、头脑和心脏”；导演保羅·W·S·安德森则对此事道歉并表示“我们从没有向任何观众传递歧视或不尊重信息的意图。与之相反，我们的电影是关于团结”。之后，尚未在国际市场上映的《怪物猎人》均已移除本台词。

## 備註
1. ↑  该市場仅上映一天。

## 參閱
- 魔物獵人：基爾德傳奇（英语：Monster Hunter: Legends of the Guild）

## 外部連結
- 互联网电影数据库（IMDb）上《魔物獵人》的资料（英文）
- Box Office Mojo上《魔物獵人》的資料（英文）
- Metacritic上《魔物獵人》的資料（英文）
- 爛番茄上《魔物獵人》的資料（英文）
- AllMovie上《魔物獵人》的资料（英文）
- 開眼電影網上《魔物獵人》的資料（繁體中文）
- 时光网上《魔物獵人》的資料（简体中文）